# Nude Maker
Nude Maker (ヌードメーカー, Nūdomēkā) est un studio de développement japonais de jeux vidéo basé à Tokyo.
La société est principalement composée d'anciens membres de chez Human Entertainment, comprenant notamment Hifumi Kono, qui a dirigé les deux premiers épisodes de la série Clock Tower. Nude Maker a été sous contrat avec Capcom, ELF Corporation, Grasshopper Manufacture, et Sega.

## Jeux développés
- Mikagura Shoujo Tanteidan
- Shin Mikagura Shoujo Tanteidan
- Steel Battalion
- Steel Battalion: Line of Contact
- AV King
- Infinite Space (avec Platinum Games)
- Terror of the Stratus (avec Konami)
- NightCry